# Olesno (Opole)
Olesno (in slesiano Uoleszno, in tedesco Rosenberg) è un comune urbano-rurale polacco del distretto di Olesno, nel voivodato di Opole.
Ricopre una superficie di 240,8 km² e nel 2006 contava 18 837 abitanti.
Il tedesco è riconosciuto e tutelato nel comune come lingua della minoranza.